# Mikrodeletionssyndrom 9q21
| Qualitätssicherung | Dieser Artikel wurde aufgrund von formalen und/oder inhaltlichen Mängeln auf der Qualitätssicherungsseite der Redaktion Medizin eingetragen. Bitte hilf mit, die Mängel dieses Artikels zu beseitigen, und beteilige dich dort an der Diskussion. Die Mindestanforderungen für medizinische Artikel sollen dadurch erfüllt werden, wodurch eine eventuelle Löschung des Artikels oder von Artikelpassagen innerhalb von vier Wochen vermieden wird. | Redaktion Medizin |

Mikrodeletionssyndrom 9q21 (auch bekannt als 9q21.13-Mikrodeletionssyndrom) ist eine sehr seltene genetische Erkrankung, die durch eine Deletion eines kleinen Abschnitts auf dem langen Arm (q) des Chromosoms 9 im Bereich q21 verursacht wird. Die Erkrankung ist gekennzeichnet durch geistige Behinderung, Entwicklungsverzögerung, Sprachstörungen, Verhaltensauffälligkeiten und mitunter körperliche Anomalien.

## Genetik
Das Mikrodeletionssyndrom 9q21 umfasst typischerweise den Verlust von genetischem Material in der Region 9q21.11 bis 9q21.2. Betroffen sind in vielen Fällen die Gene RORβ (Retinoid-related Orphan Receptor Beta), PCSK5, PRUNE2 und TRPM6, die potenziell zur phänotypischen Ausprägung beitragen.
Die meisten Fälle entstehen de novo, das heißt, die Deletion tritt spontan in der Keimbahn auf und wurde nicht von den Eltern vererbt. Gelegentlich wurden familiäre Fälle mit elterlicher balancierter Translokation beschrieben.

## Krankheitsdefinition
Eine genetisch bedingte syndromale Form der Intelligenzminderung, die durch eine globale Entwicklungsverzögerung, intellektuelle Beeinträchtigung, verzögerte Sprech- und Sprachentwicklung, Epilepsie, autistisches Verhalten und mäßige Gesichtsdysmorphien (unter anderen längliches Gesicht, schmale Stirn, gewölbte Augenbrauen, horizontale Lidspalten, Hypertelorismus, Epikanthus, Abflachung des Mittelgesichts, kurze Nase, langes und unterentwickeltes Philtrum, dünne Oberlippe, Makrostomie und vorstehendes Kinn) gekennzeichnet ist. Weitere variable Erscheinungsformen sind Mikrozephalie, Hypotonie, Hypertrichose und Strabismus.

## Symptome
Die klinische Ausprägung variiert, häufige Merkmale sind:
- Globale Entwicklungsverzögerung (motorisch und sprachlich)
- Geistige Behinderung unterschiedlicher Schwere
- Autismus-Spektrum-Störungen oder autistische Verhaltensweisen
- Krampfanfälle (Epilepsie)
- Hypotonie im Säuglingsalter
- Dysmorphe Gesichtszüge (z. B. breite Stirn, tief sitzende Ohren)
- Sehstörungen (in Einzelfällen)

## Diagnose
Die Diagnose erfolgt in der Regel über moderne genetische Verfahren:
- Array-Comparative Genomic Hybridization (Array-CGH)
- SNP-Array
- DNA-Sequenzierung

Diese Methoden erlauben die hochauflösende Detektion kleiner chromosomaler Verluste (Mikrodeletionen).

## Therapie
Eine kausale Therapie ist derzeit nicht möglich. Die Behandlung ist symptomatisch und richtet sich nach den individuellen Bedürfnissen des Kindes. Dazu gehören:
- Frühförderung
- Physiotherapie und Ergotherapie
- Sprachtherapie
- Epilepsiebehandlung (falls erforderlich)
- Verhaltenstherapie bei autistischen Symptomen

## Prognose
Die Prognose ist variabel und abhängig von der Größe der Deletion und den betroffenen Genen. In den meisten Fällen bleibt die geistige und sprachliche Entwicklung eingeschränkt. Die Lebenserwartung ist nicht grundsätzlich reduziert, hängt jedoch von eventuellen Komorbiditäten ab.

## Epidemiologie
Es handelt sich um eine extrem seltene Erkrankung. Die genaue Prävalenz ist unbekannt, da nur wenige Dutzend Fälle in der Fachliteratur beschrieben wurden. Mit zunehmender Verfügbarkeit genetischer Diagnostik wird jedoch von einer höheren Dunkelziffer ausgegangen.

## Geschichte
Das Syndrom wurde erstmals in wissenschaftlicher Literatur Anfang der 2010er Jahre anhand molekulargenetischer Diagnostik beschrieben. Seither wurden verschiedene Fallberichte publiziert, die zur besseren phänotypischen Charakterisierung beitrugen.